# Дигулибгей
Дигулибгей (рос. Дыгулыбгей) — село, підпорядковане місту Баксан Кабардино-Балкарії Російської Федерації.
Орган місцевого самоврядування — міський округ Баксан. Населення становить 20 228 осіб.

## Населення
| 1979    | 2002    | 2010    | 2011    | 2012    | 2013    | 2014    |
| ------- | ------- | ------- | ------- | ------- | ------- | ------- |
| 11 020  | ↗20 355 | ↘20 228 | ↗20 243 | ↗20 271 | ↘20 206 | ↗20 214 |
| 2015    | 2016    | 2017    | 2018    | 2019    | 2020    |         |
| ↗20 349 | ↗20 387 | ↗20 462 | ↗20 553 | ↗20 619 | ↗20 718 |         |